# Escopeta

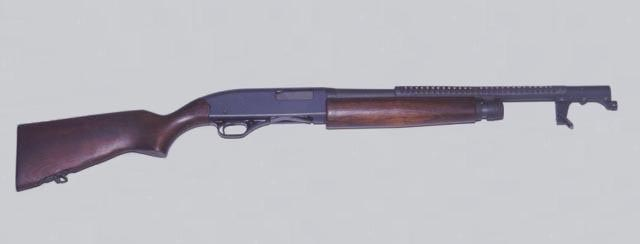
Escopeta Remington 870 calibre 12.

Una escopeta es un arma de fuego, de  ánima lisa o rayada, de mano, y que se sostiene contra el hombro, diseñada para descargar varios proyectiles (pequeñas esferas, municiones conocidas como perdigones) en cada disparo. 
Se trata de un tipo de arma ligera utilizada sobre todo en caza menor, en particular para aves, conejo, liebre, y en competiciones de tiro al plato y al pichón. Las escopetas utilizadas en la caza mayor  o destinadas a usos de policía o propósitos militares emplean cartuchos con un solo proyectil de punta cónica (cartucho Brenneke) o con perdigones de mayor tamaño. 
Las escopetas, en combate, al disparar proyectiles múltiples, es decir, una "nube" de perdigones a la vez con cada disparo, permiten acertar con facilidad a corta distancia, aunque sea con parte de los perdigones, siendo un impacto de lleno demoledor. El poder de detención de un disparo a corta distancia es enorme. Al ir "abriéndose" la nube de perdigones se puede acertar a más de un blanco a la vez, si están juntos, a dos a unos 15 m  y a 3 a unos 35 m. La dispersión de los perdigones, y la rápida pérdida de velocidad, hacen que el disparo pierda eficacia rápidamente a más de 50 m.

## Calibre

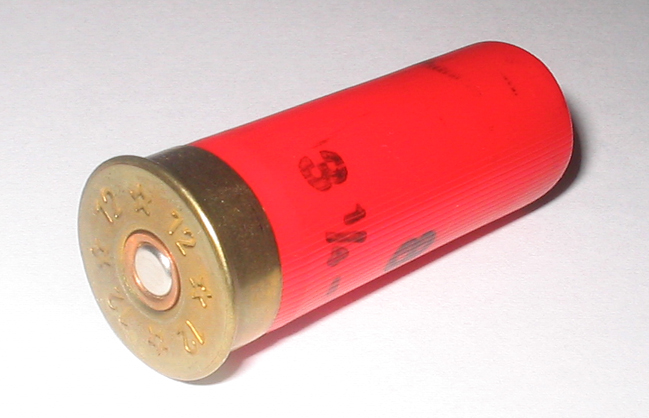
Cartucho calibre 12.

A diferencia de otras armas, el calibre de la munición de una escopeta normalmente no se mide en milímetros o centésimas/milésimas de pulgada. Se usa un sistema de pesos, de tal forma que el número refleja la cantidad de esferas iguales que pueden obtenerse con una libra de plomo, y cuyo diámetro coincide con el interior del cañón. Como es lógico, a menor número, más grande es el calibre. Por ejemplo, un calibre 20 significa que de una libra de plomo se pueden hacer 20 esferas, mientras que de un calibre 10 solo puedes sacar 10, por lo que el 10 es el doble de grande que el 20. Naturalmente, el tamaño de los perdigones que se cargan en el cartucho nada tienen que ver con el calibre. El calibre más común para caza y combate es el 12, siendo el 20 y el 10 otros bastante usados.
También existen otros calibres, pero son minoritarios. Aunque al paso del tiempo se puso de moda el calibre 16, utilizado en caza menor.

## Historia
Hasta la primera mitad del siglo XIX se utilizaba el término escopeta para referirse a las armas para caza de pájaros o aves. 
El disparo de una carga de perdigones en la caza menor ya se mencionaba en las leyes inglesas en 1909, pero este tipo de armas no alcanzó su expansión hasta los albores del siglo XVII. Hasta el final del siglo XVIII, la mayoría de las escopetas tenían un único cañón. Algunas mejoras en la ignición permitieron reducir la longitud y el peso de estas armas, lo que hizo posible la fabricación de armas de dos cañones (uno al lado del otro), y popularizó la caza de aves en vuelo. 
En el siglo XIX se usaba el trabuco español, que era un arma de fuego con la boca acampanada y de gran calibre, de uso civil, que se hizo famoso por ser asociado primero con los guerrilleros de la Guerra de Independencia y posteriormente al bandolerismo.
Como consecuencia de los avances en la fabricación de todo tipo de armas hasta la mitad del siglo XIX, las escopetas sufrieron algunas mejoras. En este periodo se perfeccionó el cañón agolletado, que hace que la boca del cañón sea más estrecha, de forma que los perdigones se mantienen más juntos en distancias largas. Más adelante se redujo la longitud del cañón hasta las magnitudes habituales de nuestros días, de 50 a 80 cm. 
En 1880 aparecieron las escopetas de repetición de un solo cañón, pero se popularizaron con lentitud. Sin embargo, hoy constituyen la mayoría de las escopetas comercializadas. Además de las escopetas tradicionales de un cañón o de dos cañones (yuxtapuestos o superpuestos), que no han cambiado en el siglo XX, existen también las escopetas semiautomáticas y de corredera.

## Munición

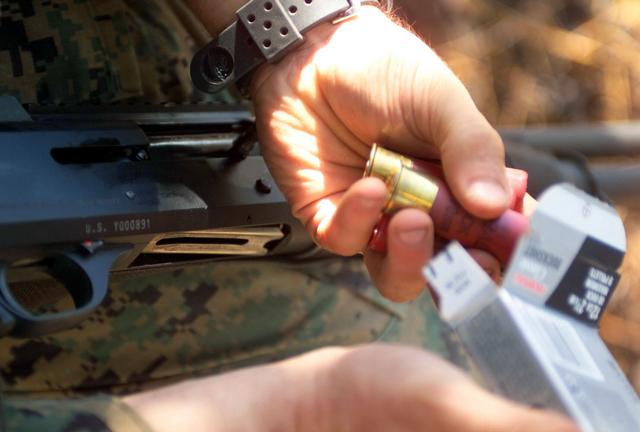
Carga de cartuchos de calibre 12.

El calibre extremadamente grande de los cartuchos de escopeta ha dado lugar a una gran variedad de municiones diferentes.
Los "cartuchos de escopeta" son los más utilizados, y están rellenos de plomo o de perdigones que lo sustituyen.
De esta clase general, el subconjunto más común es el perdigón para pájaros, que utiliza un gran número (de docenas a cientos) de pequeños perdigones, destinados a crear una amplia "zona de dispersión" para cazar pájaros en vuelo. Los cartuchos se describen por el tamaño y el número de los perdigones que contienen, y se numeran en orden inverso (cuanto más pequeño es el número, más grande es el tamaño del perdigón, similar al calibre del ánima). El tamaño nueve (#9) es el más pequeño que se utiliza normalmente para la caza y se emplea en pequeñas aves de caza silvestre como la paloma y la codorniz. Los tamaños más grandes se utilizan para cazar aves de caza mayores y aves acuáticas.
Los "perdigones para ciervos" son similares, pero más grandes, a los perdigones para pájaros, y se diseñaron originalmente para la caza de animales más grandes, como los ciervos. Mientras que la llegada de nuevas tecnologías más precisas está haciendo que los perdigones sean menos atractivos para la caza, siguen siendo la opción más común para usos policiales, militares y de defensa en el hogar. Al igual que los perdigones, los perdigones se describen por el tamaño del perdigón, y los números más grandes indican un disparo más pequeño. Del más pequeño al más grande, los tamaños de los perdigones son: #4, (llamado "número cuatro"), #1, 0 ("one-aught"), 00 ("double-aught"), 000 ("triple-aught") y 0000 ("four-aught"). Un cartucho típico para uso defensivo sería un cartucho de perdigones 00 de calibre 12 2+3/4 de pulgada (7 cm), que contiene 9 perdigones de aproximadamente 8,4 milímetros (0,3 plg) de diámetro, cada uno de ellos comparable a una bala .38 Special en cuanto a potencial de daño. Los nuevos cartuchos de perdigones "tácticos", diseñados específicamente para uso defensivo, utilizan un número ligeramente menor de disparos a menor velocidad para reducir el retroceso y aumentar la capacidad de control de la escopeta. Hay algunas balas de escopeta diseñadas específicamente para uso policial que disparan eficazmente desde 50 yardas (45,7 m) con una agrupación de bolas de 20" de diámetro.
Los cartuchos "slug" de la escopeta son cartuchos que disparan un solo cartucho sólido. Se utilizan para la caza mayor y en ciertas aplicaciones militares y policiales. Los proyectiles modernos son moderadamente precisos, especialmente cuando se disparan con cañones especiales estriados. A menudo se utilizan en zonas de caza "sólo para escopetas" cerca de zonas habitadas, donde los rifles están prohibidos debido a su mayor alcance.
Los sabots son un tipo común de proyectil. Mientras que algunos proyectiles son exactamente eso -un proyectil metálico del calibre 12 en un cartucho-, el sabot es un proyectil más pequeño pero más aerodinámico rodeado por una "zapata" de algún otro material. Esta camisa de "sabot" sella el cañón, aumentando la presión y la aceleración, a la vez que induce el giro del proyectil en un cañón estriado. Una vez que el proyectil sale del cañón, el material del sabot se desprende, dejando una bala aerodinámica y sin marcas para continuar hacia el objetivo. Las ventajas frente a un proyectil tradicional son el aumento de la potencia de disparo, el aumento de la velocidad del proyectil debido a su masa más ligera, y el aumento de la precisión debido a la velocidad y a la reducción de la deformación del propio proyectil. Las desventajas frente a un proyectil tradicional incluyen un menor impulso en la boca de fuego debido a la reducción de la masa, un menor daño debido al menor diámetro de la bala y un coste por unidad significativamente mayor.

### Municiones especiales
Las propiedades únicas de la escopeta, como la gran capacidad de la carcasa, el gran calibre y la falta de estrías, han llevado al desarrollo de una gran variedad de cartuchos especiales, que van desde las novedades hasta los cartuchos militares de alta tecnología.

#### Caza, defensa y militar
Los proyectiles del tipo Brenneke y Foster tienen la misma configuración básica que los proyectiles normales, pero tienen una mayor precisión. La parte trasera ahuecada de la bala Foster mejora la precisión al colocar más masa en la parte delantera del proyectil, por lo que inhibe la "caída" que pueden generar las babosas normales. La bala Brenneke lleva este concepto un poco más allá, con la adición de un taco que permanece conectado al proyectil después de la descarga, aumentando la precisión. Ambas babosas se encuentran comúnmente con aletas o costillas, que están destinadas a permitir que el proyectil se apriete con seguridad durante el paso por los estranguladores, pero no aumentan la estabilidad en el vuelo.
Las balas Flechette contienen dardos aerodinámicos, normalmente de 8 a 20 unidades. Los flechettes proporcionan un gran alcance debido a su forma aerodinámica y una mejor penetración de los blindajes ligeros. Durante la Guerra de Vietnam, las tropas estadounidenses utilizaron sus propios cartuchos de flechette, llamados cartuchos de colmena en honor a los cartuchos de artillería. Sin embargo, el rendimiento terminal era pobre debido al peso muy ligero de las flechettes, y su uso se abandonó rápidamente.
Las rondas de granadas utilizan proyectiles explosivos para aumentar la letalidad a larga distancia. Actualmente son experimentales, pero el FRAG-12 británico, que viene en formas de Alto Explosivo (HE), Alto Explosivo Perforador de Blindaje (HEAP) y Alto Explosivo Fragmentador Antipersonal (HEFA), está siendo considerado por las fuerzas militares.

#### Rondas menos letales, para el control de disturbios y animales

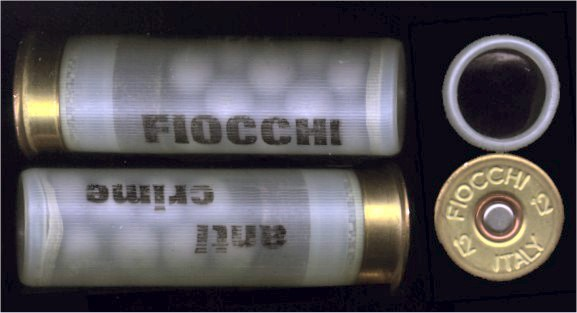
Dos cartuchos de perdigones de goma Fiocchi del calibre 12.

Los cartuchos de goma flexibles, comúnmente llamados bolsas de frijoles, disparan una bolsa de tela rellena de perdigones o una sustancia similar suelta y densa. El efecto de "puñetazo" de la bolsa es útil para derribar objetivos; las balas son utilizadas por la policía para someter a sospechosos violentos. El proyectil de bolsa de frijoles es, con mucho, el proyectil menos letal más utilizado. Debido a la gran superficie de estas balas, pierden velocidad rápidamente, y deben ser utilizadas a distancias bastante cortas para ser efectivas, aunque su uso a distancias extremadamente cortas, por debajo de 3 m (3,3 yd), puede resultar en huesos rotos u otras lesiones graves o letales. Las balas también pueden volar en forma de frisbee y cortar a la persona o al animal al que se dispara. Por este motivo, este tipo de proyectiles se denominan menos letales, en lugar de menos que letales.
Los proyectiles de gas rocían un cono de gas a lo largo de varios metros. Son utilizados principalmente por la policía antidisturbios. Normalmente contienen gas pimienta o gas lacrimógeno. Otras variantes lanzan un proyectil similar a una granada de gas.
Los proyectiles de "sal de roca" se cargan a mano con cristales gruesos de sal de roca, sustituyendo a la munición estándar de plomo o acero. Los proyectiles de sal gema pueden considerarse los precursores de las modernas balas menos letales. En Estados Unidos, los proyectiles de sal gema fueron y siguen siendo utilizados por civiles rurales para defender sus propiedades. Es poco probable que la sal quebradiza provoque lesiones graves a larga distancia, pero provoca dolorosas heridas punzantes y sirve de advertencia. Los guardas de caza británicos han utilizado proyectiles de sal gema para disuadir a los cazadores furtivos. En lugar de entrar en una confrontación física, acechan a los cazadores furtivos, haciéndose notar con un fuerte grito de "¡Corre!" justo antes de disparar, para evitar dar al sujeto que huye en los ojos.
Los proyectiles de goma o perdigones de goma son, en principio, similares a los proyectiles de bolsa de frijoles. Compuestas de goma o plástico flexible y disparadas a baja velocidad, estas balas son probablemente la opción más común para el control de disturbios.
Taser International anunció en 2007 un nuevo "proyectil electrónico de alcance extendido" o "XREP" de calibre 12, que contiene una pequeña unidad de arma de electrochoque en un soporte que puede dispararse desde una escopeta estándar de calibre 12. El proyectil del XREP está estabilizado con aletas y se desplaza a una velocidad inicial de 100 m/s (300 pies/s). Unas púas en la parte delantera fijan la unidad de electrochoque al objetivo, con una borla que se despliega desde la parte trasera para ampliar el circuito. Una ráfaga de veinte segundos de energía eléctrica es entregada al objetivo. Se esperaba que este producto saliera al mercado en 2008. Se utilizaron -a pesar de estar aún en fase de pruebas, incumpliendo la licencia del proveedor- por la policía de Northumbria en su standoff with Raoul Moat in 2010.
Las "balas de ruptura", a menudo denominadas "balas frangibles", "desintegradoras" o "Hatton", están diseñadas para destruir los mecanismos de cierre de las puertas sin arriesgar vidas. Están construidas con una sustancia muy frágil que transfiere la mayor parte de la energía al objetivo principal, pero que luego se fragmenta en trozos mucho más pequeños o en polvo para no herir a objetivos invisibles, como rehenes o no combatientes que puedan estar detrás de una puerta abierta.
Las bombas para pájaros son balas de baja potencia que disparan un petardo que se funde para explotar poco después de disparar. Están diseñadas para asustar a los animales, como los pájaros que se congregan en las pistas de los aeropuertos.
Los Screechers disparan un silbato pirotécnico que emite un fuerte silbido durante su vuelo. También se utilizan para asustar a los animales.
Los cartuchos de cartucho de fogueo sólo contienen una pequeña cantidad de pólvora y ninguna carga real. Cuando se disparan, los cartuchos de fogueo proporcionan el sonido y el destello de una carga real, pero sin proyectil. Se pueden utilizar para simular disparos, asustar a la fauna, o como energía para un dispositivo de lanzamiento como el Mossberg #50298 lanzador de línea marina.
Stinger es un tipo de cartucho de escopeta que contiene dieciséis bolas de 00-buck hechas de Zytel, y está diseñado como una munición no letal idealmente utilizada en espacios reducidos.

#### Novelas y otros
Las balas Bolo están formadas por dos o más babosas moldeadas en un alambre de acero. Cuando se dispara, los proyectiles se separan y tiran del cable creando una hoja voladora, que teóricamente podría decapitar a personas y animales o amputar miembros. Sin embargo, muchos usuarios activos de escopetas consideran que esto es exagerado, y ven los proyectiles bolo como menos efectivos que la munición convencional. Los cartuchos de bolo están prohibidos en muchos lugares (incluidos los estados estadounidenses de Florida e Illinois) debido a la preocupación por su potencial letalidad. El nombre de la ronda hace referencia a las bolas, que utilizan dos o más bolas lastradas en una cuerda para atrapar el ganado o la caza.
El término "aliento de dragón" se refiere normalmente a una escopeta pirotécnica a base de circonio. Cuando se dispara, sale un chorro de llamas del cañón del arma (hasta 6 m). El efecto visual que produce es impresionante, similar al de un lanzallamas de corto alcance. Sin embargo, tiene pocos usos tácticos, principalmente la distracción/desorientación.
Las balas de bengala son a veces llevadas por los cazadores con fines de seguridad y rescate. Están disponibles en versiones de baja y alta altitud. Algunas marcas afirman que pueden alcanzar una altura de hasta 200 m (656,2 pies).